# Чемпионат Фарерских островов по волейболу среди мужчин
Чемпионат Фарерских островов по волейболу среди мужчин — ежегодное соревнование мужских волейбольных команд Фарерских островов. Проводится с 1969 года.
Соревнования проходят в трёх дивизионах — Премьер-лиге, 1-м и 2-м дивизионах. Организатором чемпионатов является Фарерский волейбольный союз.

## Формула соревнований (Премьер-лига)
Чемпионат 2024/25 в Премьер-лиге включал два этапа — предварительный и финал. На предварительной стадии команды играли в 4 круга. Две лучшие вышли в финал и в серии до двух побед одного из соперников определили чемпиона. 
За победу со счётом 3:0 и 3:1 команды получают 3 очка, за победу 3:2 — 2, за поражение 2:3 — 1, за поражения 0:3 и 1:3 очки не начисляются.
В чемпионате 2024/25 в Премьер-лиге участвовали 5 команд: СИ (Сёрвагур), «Мьёлнир» (Клаксвик), ИФ (Фуглафьёрдур), «Флейр» (Торсхавн), «Тернан» (Тофтир). Чемпионский титул в 7-й раз подряд выиграл «Мьёлнир», победивший в финальной серии СИ 2-1 (1:3, 3:1, 3:2). 3-е место занял ИФ. 

## Чемпионы
| - 1969 ФС Торсхавн - 1970 НФЛ Торсхавн - 1971 ХБ Торсхавн - 1972 НФЛ Торсхавн - 1973 ФС Торсхавн - 1974 НФЛ Торсхавн - 1975 ФС Торсхавн - 1976 ХБ Торсхавн - 1977 ХБ Торсхавн - 1978 ХБ Торсхавн - 1979 НФЛ Торсхавн - 1980 ФС Торсхавн - 1981 «Флейр» Торсхавн - 1982 «Флейр» Торсхавн - 1983 «Флейр» Торсхавн - 1984 «Флейр» Торсхавн - 1985 «Мьёлнир» Клаксвик - 1986 «Мьёлнир» Клаксвик - 1987 «Мьёлнир» Клаксвик - 1988 «Мьёлнир» Клаксвик - 1989 ИФ Фуглафьёрдур - 1990 «Флейр» Торсхавн - 1991 «Флейр» Торсхавн - 1992 «Флейр» Торсхавн - 1993 «Флейр» Торсхавн - 1994 «Мьёлнир» Клаксвик - 1995 «Флейр» Торсхавн - 1996 «Мьёлнир» Клаксвик - 1997 «Фрам» | - 1998 «Мьёлнир» Клаксвик - 1999 ИФ Фуглафьёрдур - 2000 «Флейр» Торсхавн - 2001 ИФ Фуглафьёрдур - 2002 ТБ Твёройри - 2003 ИФ Фуглафьёрдур - 2004 «Мьёлнир» Клаксвик - 2005 СИ Сёрвагур - 2006 «Флейр» Торсхавн - 2007 ИФ Фуглафьёрдур - 2008 СИ Сёрвагур - 2009 ИФ Фуглафьёрдур - 2010 СИ Сёрвагур - 2011 ИФ Фуглафьёрдур - 2012 СИ Сёрвагур - 2013 ИФ Фуглафьёрдур - 2014 ИФ Фуглафьёрдур - 2015 ИФ Фуглафьёрдур - 2016 СИ Сёрвагур - 2017 СИ Сёрвагур - 2018 ИФ Фуглафьёрдур - 2019 «Мьёлнир» Клаксвик - 2020 «Мьёлнир» Клаксвик - 2021 «Мьёлнир» Клаксвик - 2022 «Мьёлнир» Клаксвик - 2023 «Мьёлнир» Клаксвик - 2024 «Мьёлнир» Клаксвик - 2025 «Мьёлнир» Клаксвик |